# Acromis
Acromis is een geslacht van kevers uit de familie bladkevers (Chrysomelidae).
De wetenschappelijke naam van het geslacht werd in 1837 gepubliceerd door Louis Alexandre Auguste Chevrolat.

## Soorten
- Acromis spinifex (Linnaeus, 1763)